# سان دالماس لي سيلفاج
سان دالما لو سيلفاج (بالفرنسية: Saint-Dalmas-le-Selvage)‏ هي  بلدية فرنسية تقع في إقليم الألب البحرية من منطقة بروفنس ألب كوت دازور في جنوب شرق فرنسا. تبلغ مساحة هذه المدينة 81.03 (كم²)، وترتفع عن سطح البحر 1480 م، يبلغ عدد سكانها 132 نسمة حسب إحصاء المعهد الوطني للإحصاء والدراسات الاقتصادية سنة 2009 م. وترأس Jean-Pierre Issautier البلدية خلال فترة (2008-2014).

## وصلات خارجية
- صفحة البلدية على موقع المعهد الوطني للإحصاء والدراسات الاقتصادية